# Liste des maires de Meyzieu
La liste des maires de Meyzieu présente la liste des maires de la commune française de Meyzieu, située dans la circonscription départementale du Rhône et la Métropole de Lyon en région Auvergne-Rhône-Alpes.

## Liste des maires

### Entre 1790 et 1945
| Période           | Période           | Identité                                   | Étiquette | Qualité                                 |
| ----------------- | ----------------- | ------------------------------------------ | --------- | --------------------------------------- |
| 1790              | 1792              | Vincent Quinon                             |           | Greffier                                |
| 1792              | 1793              | Benoît Persioz                             |           | Propriétaire cultivateur                |
| 1793              | 1800              | Joseph Gandy                               |           | Serrurier                               |
| 1800              | 1815              | Primat Léon Nugue                          |           | Procureur Démissionnaire                |
| 1815              | 1830              | Joseph Trotton                             |           |                                         |
| 1830              | 1834              | Louis Duviard                              |           | Docteur en médecine                     |
| 1834              | 1848              | Etienne Benoit Quinon                      |           |                                         |
| 1848              | 1860              | Benoît Pilloix                             |           | Cultivateur                             |
| 1860              | 1865              | Vincent Cusin                              |           | Propriétaire cultivateur                |
| 1865              | 1876              | Pierre Vachon                              |           | Avocat Démissionnaire                   |
| 1876              | 1895              | Louis Saulnier                             |           |                                         |
| 1895              | 1904              | Joseph Desbois (1847-1933)                 |           | Propriétaire viticulteur                |
| 15 mai 1904       | 17 juin 1917      | Paul Arcis (1850-1917)                     |           | Avocat et ancien bâtonnier              |
| 17 juin 1917      | 29 mars 1919      | Joseph Colliard (1857-1925)                |           | Maçon                                   |
| 29 mars 1919      | 10 décembre 1919  | Jean Michel Armentaire Courjon (1882-1946) |           | Docteur en médecine                     |
| 10 décembre 1919  | 25 mars 1920      | Joseph Desbois (1847-1933)                 |           | Propriétaire viticulteur Démissionnaire |
| 25 mars 1920      | 28 octobre 1921   | Laurent Fouilloud-Buyat (1878-1956)        |           | Vétérinaire                             |
| 28 octobre 1921   | 19 mai 1929       | Lucien Buisson (1869-1943)                 |           | Négociant en bois et charbon            |
| 19 mai 1929       | 16 mai 1935       | Benoît Barlet (1870-1944)                  |           | Instituteur                             |
| 16 mai 1935       | 1941              | Lucien Buisson (1869-1943)                 |           | Négociant en bois et charbon            |
| 1941              | 1943              | Paul Acquier                               |           | Greffier Démissionnaire                 |
| 1943              | 1944              | Pierre Sermet (1876-1959)                  |           | Cultivateur                             |
| 17 septembre 1944 | 30 septembre 1945 | Honoré Desmaris                            |           | Démissionnaire                          |

### Depuis 1945
Depuis l'après-guerre, huit maires se sont succédé à la tête de la commune.
| Période          | Période                       | Identité                    | Étiquette       | Qualité |
| ---------------- | ----------------------------- | --------------------------- | --------------- | --- |
| 5 octobre 1945   | 27 octobre 1957               | Claude Curtat (?-1957)      |                 | Cultivateur Décédé en fonction |
| 8 décembre 1957  | 22 mars 1959                  | Laurent Bel (1894-1980)     |                 | Artisan |
| 22 mars 1959     | 27 mars 1965                  | Antoine Vacher (1921-1981)  |                 | Expert-comptable |
| 27 mars 1965     | 19 mars 1977                  | Jean Courjon (1918-2017)    | MRP             | Professeur en neurologie |
| 19 mars 1977     | 23 août 1997                  | Jean Poperen (1925-1997)    | PS              | Enseignant Député de la 13e circonscription du Rhône (1973 → 1986) Député du Rhône (1986 → 1988) Ministre chargé des Relations avec le Parlement (1988→ 1992) Décédé en fonction                                                  |
| 8 septembre 1997 | 23 mars 2001                  | Michel Tribet (1940- )      | PS              | Ingénieur EDF |
| 23 mars 2001     | 27 juin 2017                  | Michel Forissier (1943- )   | DVD puis UMP-LR | Chef d'entreprise retraité Sénateur du Rhône (2014 → 2020) Conseiller général du canton de Meyzieu (2011 → 2014) 1er vice-président du conseil général du Rhône (2011 → 2014) Démissionnaire en raison de la loi sur le non-cumul |
| 27 juin 2017     | En cours (au 29 janvier 2021) | Christophe Quiniou (1972- ) | LR              | Ingénieur, juriste en environnement Conseiller du Grand-Lyon (2008 → 2015) Conseiller métropolitain de Lyon (2015 → 2020) Réélu pour le mandat 2020-2026                                                                          |

## Conseil municipal actuel
Les 39 sièges composant le conseil municipal de Meyzieu ont été pourvus le 28 juin 2020 à l'issue du second tour de scrutin. À l'heure actuelle, il est réparti comme suit : 

## Résultats des élections municipales

### Élection municipale de 2020
| Tête de liste                         | Tête de liste             | Liste                    | Premier tour | Premier tour | Second tour | Second tour | Sièges |  |
| Tête de liste                         | Tête de liste             | Liste                    | Voix         | %            | Voix        | %           | CM     |  |
| ------------------------------------- | ------------------------- | ------------------------ | ------------ | ------------ | ----------- | ----------- | ------ |  |
|                                       | Christophe Quiniou *      | LR                       | 2 116        | 28,87        | 2 829       | 37,69       | 27     |  |
| Vivre Meyzieu avec Christophe Quiniou |                           |                          | 2 116        | 28,87        | 2 829       | 37,69       | 27     |  |
|                                       | Issam Benzeghiba          | PS                       | 1 463        | 19,96        | 2 691       | 35,86       | 7      |  |
| Mieux vivre à Meyzieu                 |                           |                          | 1 463        | 19,96        | 2 691       | 35,86       | 7      |  |
|                                       | Axel Marin                | EELV                     | 852          | 11,63        | 2 691       | 35,86       | 7      |  |
| Meyzieu verte humaine et solidaire    |                           |                          | 852          | 11,63        | 2 691       | 35,86       | 7      |  |
|                                       | Florence Bocquet          | PRV                      | 1 196        | 16,31        | 1 468       | 19,56       | 4      |  |
| Réagir pour Meyzieu                   |                           |                          | 1 196        | 16,31        | 1 468       | 19,56       | 4      |  |
|                                       | Philippe Pesteil          | LREM                     | 826          | 11,27        | Retrait     | Retrait     | 0      |  |
| Le Nouveau souffle majolan            |                           |                          | 826          | 11,27        | Retrait     | Retrait     | 0      |  |
|                                       | Alain Pechereau           | RN                       | 799          | 10,90        | 516         | 6,87        | 1      |  |
| Meyzieu d'abord                       |                           |                          | 799          | 10,90        | 516         | 6,87        | 1      |  |
|                                       | Laëtitia Virginie Peyraud | DIV                      | 77           | 1,05         |             |             | 0      |  |
| Alliance Meyzieu indépendante         |                           |                          | 77           | 1,05         |             |             | 0      |  |
|                                       |                           |                          |              |              |             |             |        |  |
| Votes valides                         | Votes valides             | Votes valides            | 7 329        | 97,59        | 7 504       | 98,37       |        |  |
| Votes blancs                          | Votes blancs              | Votes blancs             | 59           | 0,79         | 51          | 0,67        |        |  |
| Votes nuls                            | Votes nuls                | Votes nuls               | 122          | 1,62         | 73          | 0,96        |        |  |
| Total                                 | Total                     | Total                    | 7 510        | 100,00       | 7 628       | 100,00      | 39     |  |
| Abstention                            | Abstention                | Abstention               | 14 380       | 65,69        | 14 345      | 65,28       |        |  |
| Inscrits / participation              | Inscrits / participation  | Inscrits / participation | 21 890       | 34,31        | 21 973      | 34,72       |        |  |
| * Liste du maire sortant              |                           |                          |              |              |             |             |        |  |

### Élection municipale de 2014
|                          | Michel Forissier * | UMP            | 5 920  | 55,18  | 31 | 3 |  |  |
| Fiers d'être Majolans    |                    |                | 5 920  | 55,18  | 31 | 3 |  |  |
|                          | Issam Benzeghiba   | PS-PCF-EELV    | 2 677  | 24,95  | 5  |   |  |  |
| Meyzieu, c'est avec vous |                    |                | 2 677  | 24,95  | 5  |   |  |  |
|                          | Alain Pechereau    | FN             | 2 131  | 19,86  | 3  |   |  |  |
| Meyzieu bleu Marine      |                    |                | 2 131  | 19,86  | 3  |   |  |  |
|                          |                    |                |        |        |    |   |  |  |
| Inscrits                 | Inscrits           | Inscrits       | 20 524 | 100,00 |    |   |  |  |
| Abstentions              | Abstentions        | Abstentions    | 9 476  | 46,17  |    |   |  |  |
| Votants                  | Votants            | Votants        | 11 048 | 53,83  |    |   |  |  |
| Blancs et nuls           | Blancs et nuls     | Blancs et nuls | 320    | 2,90   |    |   |  |  |
| Exprimés                 | Exprimés           | Exprimés       | 10 728 | 97,10  |    |   |  |  |
| * Liste du maire sortant |                    |                |        |        |    |   |  |  |

### Élection municipale de 2008
|                                  | Michel Forissier * | UMP            | 5 326  | 53,18  | 28 |  |  |  |
| Continuons ensemble pour Meyzieu |                    |                | 5 326  | 53,18  | 28 |  |  |  |
|                                  | Odette Garbrecht   | PS             | 3 087  | 30,82  | 5  |  |  |  |
| Meyzieu ma ville                 |                    |                | 3 087  | 30,82  | 5  |  |  |  |
|                                  | Françoise Pagano   | PCF            | 852    | 8,51   | 1  |  |  |  |
| Gauche pour Meyzieu              |                    |                | 852    | 8,51   | 1  |  |  |  |
|                                  | Alain Bernard      | MoDem          | 750    | 7,49   | 1  |  |  |  |
| Ouvrir Meyzieu                   |                    |                | 750    | 7,49   | 1  |  |  |  |
|                                  |                    |                |        |        |    |  |  |  |
| Inscrits                         | Inscrits           | Inscrits       | 18 630 | 100,00 |    |  |  |  |
| Abstentions                      | Abstentions        | Abstentions    | 8 383  | 45,00  |    |  |  |  |
| Votants                          | Votants            | Votants        | 10 247 | 55,00  |    |  |  |  |
| Blancs et nuls                   | Blancs et nuls     | Blancs et nuls | 232    | 2,26   |    |  |  |  |
| Exprimés                         | Exprimés           | Exprimés       | 10 015 | 97,74  |    |  |  |  |
| * Liste du maire sortant         |                    |                |        |        |    |  |  |  |

### Élection municipale de 2001
| Tête de liste            | Tête de liste    | Liste          | Premier tour | Premier tour | Second tour | Second tour | Sièges | Sièges |
| Tête de liste            | Tête de liste    | Liste          | Voix         | %            | Voix        | %           | CM     |        |
| ------------------------ | ---------------- | -------------- | ------------ | ------------ | ----------- | ----------- | ------ | ------ |
|                          | Michel Tribet *  | PS (UG)        | 3 763        | 42,72        | 4 564       | 45,71       | -      |        |
|                          | Michel Forissier | DVD (UD)       | 3 019        | 34,27        | 5 421       | 54,29       | -      |        |
|                          | Gérard Andrieux  | RPF            | 2 027        | 23,01        | Retrait     | Retrait     | 0      |        |
|                          |                  |                |              |              |             |             |        |        |
| Inscrits                 | Inscrits         | Inscrits       | 17 838       | 100,00       | 17 838      | 100,00      |        |        |
| Abstentions              | Abstentions      | Abstentions    | 8 639        | 48,43        | 7 552       | 42,34       |        |        |
| Votants                  | Votants          | Votants        | 9 199        | 51,57        | 10 286      | 57,66       |        |        |
| Blancs et nuls           | Blancs et nuls   | Blancs et nuls | 390          | 4,24         | 301         | 2,93        |        |        |
| Exprimés                 | Exprimés         | Exprimés       | 8 809        | 95,76        | 9 985       | 97,07       |        |        |
| * Liste du maire sortant |                  |                |              |              |             |             |        |        |

## Pour approfondir